# Volodímir Zelenski
Volodímir Zelenski (ucraïnès: Володимир Олександрович Зеленський)  (Kriví Rih, 25 de gener de 1978), de nom complet Volodímir Oleksàndrovitx Zelenski, és un polític, exactor i còmic ucraïnès que exerceix com a president d'Ucraïna des del 2019.
Abans de la seva carrera política, va obtenir una llicenciatura en dret i va crear la companyia Kvartal 95, que produeix pel·lícules, animació i espectacles de comèdia de televisió. Zelenski va guanyar la segona volta de les eleccions presidencials ucraïneses de 2019 amb el 73,22% dels vots, derrotant el titular Petrò Poroixenko. Sis mesos abans d'anunciar la seva candidatura, el 31 de desembre del 2018, ja era un dels favorits a les enquestes d'opinió per a les eleccions.
Zelenski va exercir el paper de president d'Ucraïna en la sèrie de televisió ucraïnesa Sluhà Narodu (2015-2019), literalment en català Servidor del poble. El partit polític Servidor del Poble va ser creat el març de 2018 per empleats de la companyia Kvartal 95, que van crear la sèrie de televisió del mateix nom.
Zelenski va rebre diferents distincions durant el 2022, entre elles els de Persona de l'Any tant de la revista TIME com de Financial Times.

## Joventut
Zelenski va néixer el 25 de gener de 1978 a Kriví Rih (Ucraïna), de pares jueus. El seu pare, Oleksandr Zelenski, és un professor que dirigeix un departament acadèmic de maquinari informàtic i cibernètic de l'Institut d'Economia de Kriví Rih; la seva mare, Rimma Zelenska, treballava com a enginyera. Abans d'entrar a l'escola primària va viure quatre anys a Mongòlia, a la ciutat d'Erdenett, on treballava el seu pare.
Zelenski va estudiar dret a la Universitat Estatal d'Economia i Tecnologia de la seva natal Kriví Rih, però no ha treballat professionalment com a jurista.

## Trajectòria artística
Als 17 anys, es va unir a l'equip local del KVN (un programa de televisió rus de competició de comèdia) i aviat va ser convidat a unir-se a l'equip unificat d'Ucraïna «Zaporíjia-Kriví Rih-Transit», que va actuar a la Lliga Major del KVN i va guanyar finalment el 1997. Aquest mateix any, va crear i dirigir l'equip «Kvartal 95» (que després es va convertir en la companyia de comèdia Kvartal 95). De 1998 a 2003, Kvartal 95 va actuar a la Lliga Major i a la lliga oberta més important d'Ucraïna del KVN. Els membres de l'equip van passar molt de temps a Moscou, viatjant constantment per les exrepúbliques soviètiques. El 2003, Kvartal 95 va començar a produir programes de televisió per al canal de televisió ucraïnès 1+1, i el 2005 l'equip es va traslladar al canal de televisió ucraïnès Inter.

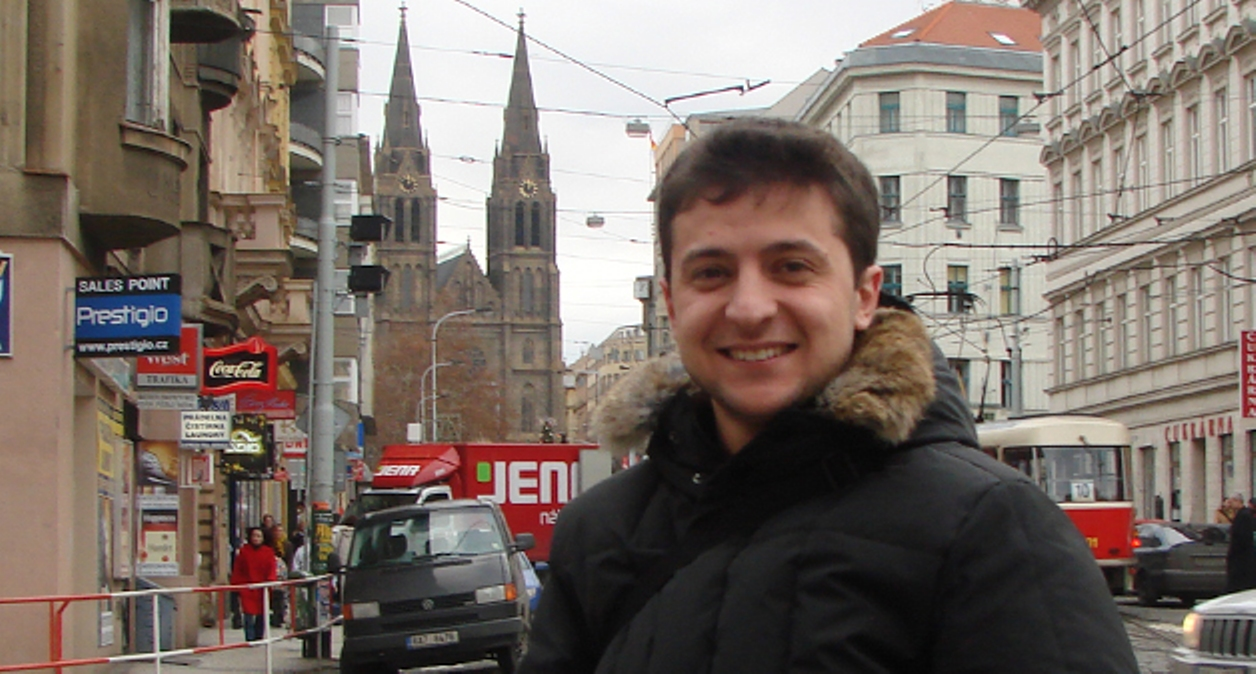
Zelenski a Praga el 2009

El 2008 va protagonitzar el llargmetratge de comèdia romàntica Liubov v bolxom gorode, amb el paper d'Igor, i la seva seqüela Liubov v bolxom gorode 2, el 2010. Zelenski va continuar la seva carrera cinematogràfica amb el llargmetratge de comèdia romàntica Slujebni roman. Naixe vremia el 2011 i amb la comèdia Rjevski protiv Napoleona, el 2012, amb el paper de Napoleó. Liubov v bolxom gorode 3 es va llançar el gener del 2014. Zelenski també va exercir el paper protagonista en el llargmetratge de comèdia romàntica 8 pervikh svidani, el 2012 i en seqüeles que es van produir el 2015 i el 2016.
Zelenski va ser membre del consell i productor general del canal de televisió Inter del 2010 al 2012.
L'agost de 2014, Zelenski es va oposar a la intenció del Ministeri de Cultura d'Ucraïna de prohibir els artistes russos a Ucraïna. Des de 2015, Ucraïna ha prohibit que artistes russos i altres obres de cultura russes entressin a Ucraïna. En aquest context, el 2018, la comèdia romàntica Liubov v bolxom gorode 2, protagonitzada per Zelenski, va ser prohibida a Ucraïna. Després que els mitjans de comunicació ucraïnesos informessin que, durant la guerra al Donbàs, el Kvartal 95 de Zelenski havia donat un milió de hrívnies (33.050 euros) a l'exèrcit ucraïnès, els polítics i artistes russos van demanar la prohibició dels seus treballs a Rússia.
El 2015, Zelenski es va convertir en el protagonista de la popular sèrie de televisió ucraïnesa Sluhà Narodu (2015-2019), en la qual exercia el paper de president d'Ucraïna. A la sèrie, el personatge de Zelenski és un professor d'història d'uns trenta anys d'un institut de secundària que guanya les eleccions presidencials després que un vídeo viral el mostrés criticant la corrupció del govern ucraïnès.

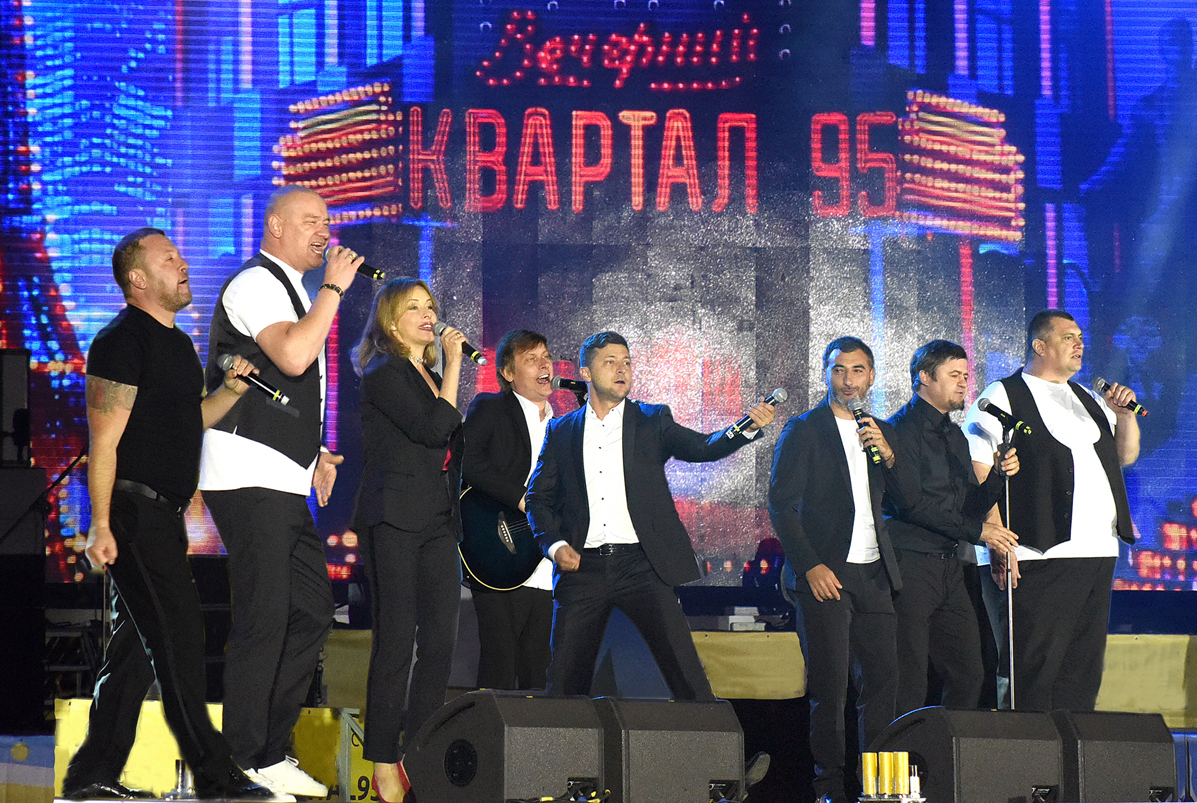
Actuació del grup Kvartal 95, el 2018

Zelenski treballava principalment en rus. El seu primer paper en llengua ucraïnesa va ser en la comèdia romàntica Ia, ti, vin, vona, que va aparèixer a les sales de cinema d'Ucraïna el desembre de 2018. La primera versió del guió va ser escrita en ucraïnès, però es va traduir el guió al rus per a facilitar la interpretació de l'actriu lituana Agnė Grudytė. Finalment, la pel·lícula va ser doblada a l'ucraïnès, però la qualitat del doblatge va ser molt criticada.
El desembre de 2018, Zelenski va declarar que Kvartal 95 havia realitzat la seva última pel·lícula amb la seva filial legal russa el 2012 i que la seva oficina a Moscou s'havia tancat el 2014. El gener de 2019 va dir que encara tenia interessos comercials compartits amb empreses russes, però només com a copropietari de l'empresa registrada a Xipre Green Family LTD, que, al seu torn, és propietària de l'empresa cinematogràfica russa Grin Films. Zelenski també va afirmar que ell no va tenir cap paper en la sol·licitud reeixida de Grin Films per obtenir una subvenció del Ministeri de Cultura rus.

## Trajectòria política
El partit polític Servidor del Poble va ser creat el març de 2018 per persones de la productora televisiva Kvartal 95, que també va crear la sèrie de televisió del mateix nom. El seu paper de cap d'Estat ideal a la sèrie de televisió i la seva retirada del món dels negocis a Rússia el 2014 li va garantir una gran popularitat entre el públic ucraïnès.
El març del 2019, en una entrevista a Der Spiegel, Zelenski va declarar que va entrar a la política per restablir la confiança en els polítics i que volia «portar persones professionals i dignes al poder» i «que realment li agradaria canviar l'estat d'ànim i la qualitat del sistema polític, tant com sigui possible».

### Campanya presidencial de 2019
Sis mesos abans que anunciés la seva candidatura per a les eleccions presidencials d'Ucraïna de 2019, Zelenski ja era un dels favorits a les enquestes d'opinió.
Després de mesos de respostes ambigües, durant el programa de la nit de Cap d'Any de Kvartal 95 al canal de televisió 1+1, va anunciar en directe la seva candidatura a les eleccions presidencials de 2019. Durant la campanya electoral, Zelenski va continuar de gira amb Kvartal 95. Durant la campanya, el seu compromís amb els mitjans de comunicació tradicionals era mínim. Va parlar amb l'electorat als canals de xarxes socials i a través de vídeos a YouTube. El 16 d'abril de 2019, vint mitjans de comunicació d'actualitat ucraïnesos van demanar a Zelenski que deixés d'evitar els periodistes. Dos dies més tard, Zelenski va explicar que no s'amagava dels comunicadors, però que no volia parlar, on «la gent del vell poder només feia relacions públiques» i que no tenia temps per satisfer totes les entrevistes i peticions. Abans de les eleccions, Zelenski va presentar un equip que incloïa l'exministre de finances Oleksandr Daniliuk i altres. Durant la campanya es van plantejar les preocupacions sobre els seus vincles amb l'oligarca Íhor Kolomoiski.
El president francès, Emmanuel Macron, va rebre Zelenski al palau de l'Elisi, a París, el 12 d'abril de 2019.

Resultats de la primera volta per districte electoral:  Volodímir Zelenski (30,24%)  Petrò Poroixenko (15,95%)  Iúlia Timoixenko (13,40%)  Iuri Boiko (11,67%)  No s'ha realitzat eleccions degut a la guerra al Donbàs o l'annexió de Crimea a Rússia
Resultats de la segona volta per districte electoral:

- Resultats de la segona volta per districte electoral:  Volodímir Zelenski (73,22%)
 Petrò Poroixenko (24,45 %)
 No s'ha realitzat eleccions degut a la guerra al Donbàs o l'annexió de Crimea a Rússia

### Presidència
Zelenski va ser elegit president d'Ucraïna el 21 d'abril de 2019, derrotant el president Petrò Poroixenko, amb el 73,22% dels vots.
El president polonès Andrzej Duda va ser el primer dels líders europeus a felicitar a Zelenski. El president de la Comissió Europea, Jean-Claude Juncker, i el president del Consell Europeu, Donald Tusk, també van emetre una carta de felicitació conjunta i van declarar que la Unió Europea (UE) treballaria per accelerar la implementació de la resta de l'Acord d'Associació d'Ucraïna i la Unió Europea, incloent-hi l'Acord de comerç lliure complet i profund.

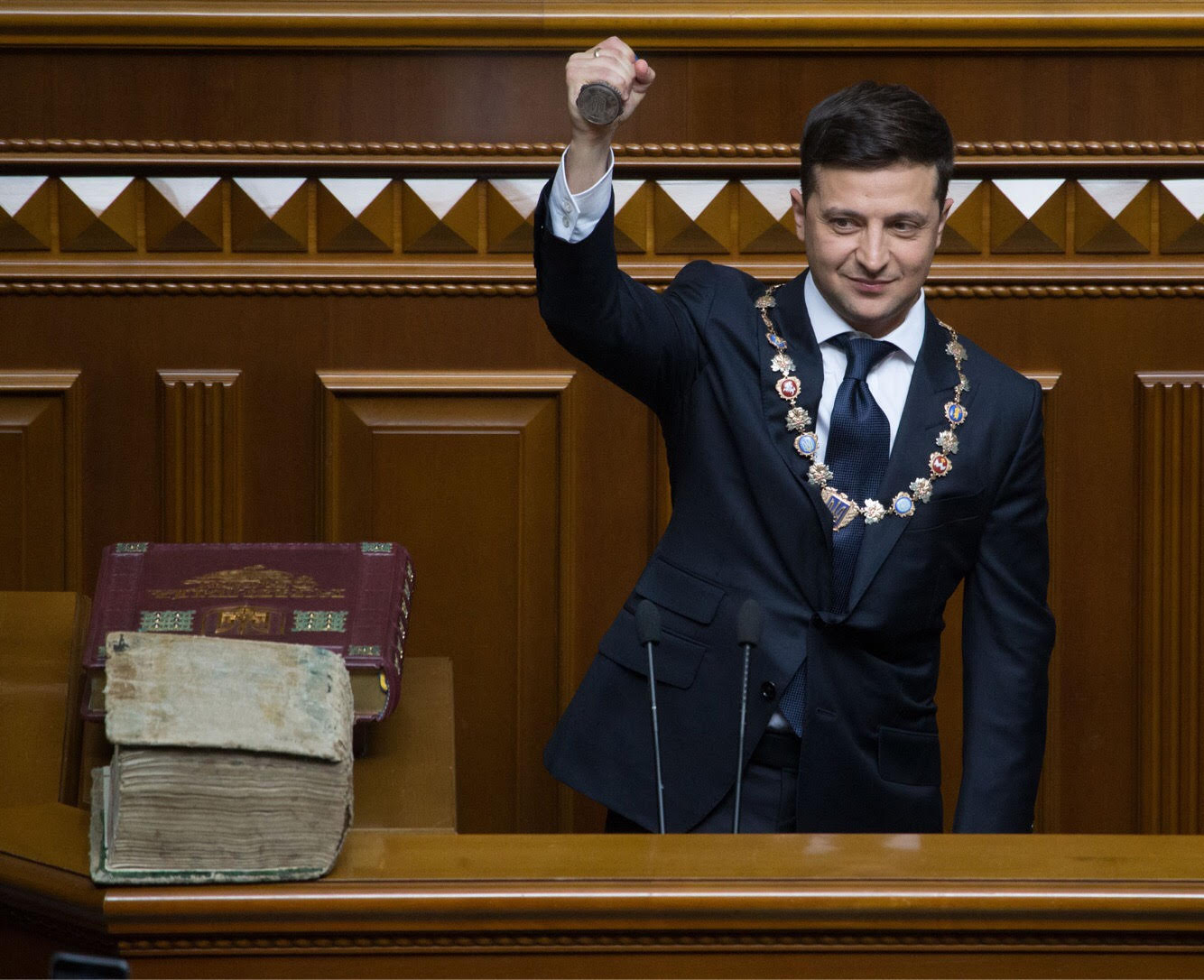
Zelenski en la presa de possessió del càrrec de president d'Ucraïna a la Rada Suprema, 20 de maig de 2019

Va prendre possessió del seu càrrec el 20 de maig de 2019. Diversos funcionaris estrangers van assistir a la cerimònia a la Rada Suprema, entre ells Salome Zourabichvili (Geòrgia), Kersti Kaljulaid (Estònia), Raimonds Vējonis (Letònia), Dalia Grybauskaitė (Lituània), János Áder (Hongria), Maroš Šefčovič (Unió Europea) i Rick Perry (Estats Units). Zelenski és el primer president jueu d'Ucraïna i, amb Volodímir Hroisman com a Primer ministre, Ucraïna es va convertir en el segon país en tenir un president i un primer ministre jueus. En el discurs d'investidura, Zelenski va dissoldre el llavors Parlament ucraïnès i va convocar eleccions parlamentàries anticipades (que en principi s'havien de celebrar l'octubre d'aquell any). Un dels socis de la coalició de Zelenski, el Front Popular, es va oposar a la mesura i es va retirar de la coalició governant.
Zelenski va nomenar Andrí Bógdan com a cap de l'Administració Presidencial d'Ucraïna. Anteriorment, Bohdan havia estat l'advocat de l'oligarca ucraïnès Íhor Kolomoiski. En virtut de les normes de depuració a Ucraïna, introduïdes el 2014 després de l'Euromaidan, Bógdan no té dret a ocupar cap càrrec estatal fins al 2024 (a causa del seu càrrec governamental durant el Segon Govern d'Azàrov). No obstant això, Bógdan va al·legar que, atès que dirigir l'administració presidencial no es considera un treball de l'administració pública, la depuració no se li aplicava. Diversos dels altres caps adjunts de l'Administració Presidencial que va nomenar Zelenski eren antics companys de la seva antiga productora, Kvartal 95, entre ells Ivan Bakànov, que es va convertir en cap adjunt del Servei Secret d'Ucraïna (SBU). L'exviceministra d'Afers Exteriors, Olena Zerkal, va rebutjar el nomenament com a cap adjunta de l'administració presidencial, però va acceptar ser la representant d'Ucraïna als tribunals internacionals en relació amb Rússia.

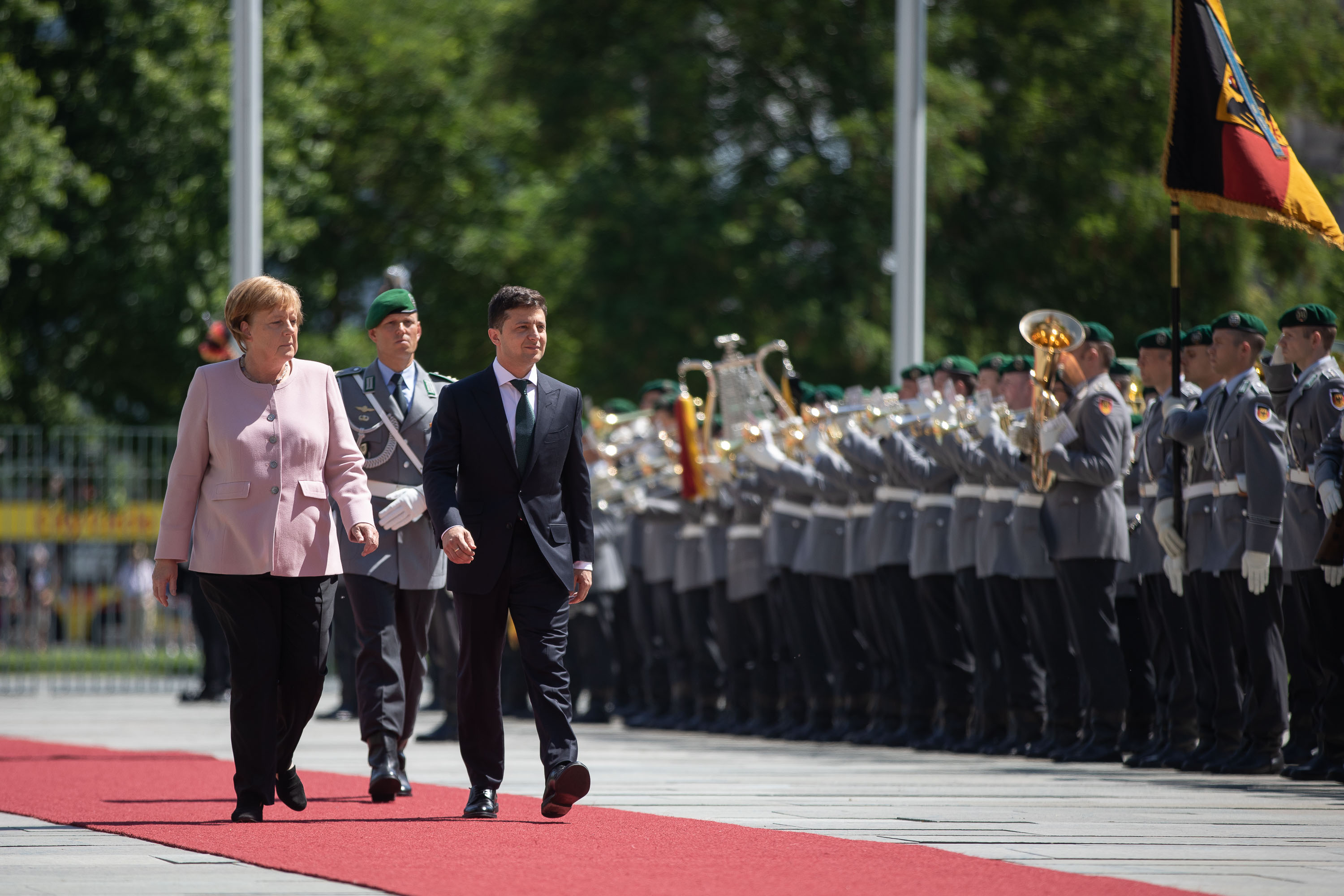
Zelenski amb la cancellera alemanya Angela Merkel a la Cancelleria Federal a Berlín, juny de 2019.

El 28 de maig, Zelenski va restituir la ciutadania ucraïnesa a Mikheil Sakaixvili.
La primera gran proposta de Zelenski per canviar el sistema electoral va ser rebutjada pel Parlament ucraïnès.
El Parlament també es va negar a aprovar la destitució per part de Zelenski del ministre d'Afers Exteriors, el ministre de Defensa i el cap de l'SBU. A més, el 6 de juny, els diputats es van negar a incloure a l'ordre del dia del Parlament la iniciativa clau de Zelenski sobre la reintroducció de la responsabilitat penal per enriquiment il·lícit, i al seu lloc van incloure un projecte de llei similar proposat per un grup de diputats. El juny de 2019 es va anunciar que la tercera gran iniciativa del president, que pretenia eliminar la immunitat de legisladors, diplomàtics i jutges, es presentaria després de les eleccions parlamentàries ucraïneses de juliol de 2019.
L'11 de juny de 2019, Zelenski va destituir els caps de 15 óblasts (províncies) d'Ucraïna i els caps dels departaments de l'SBU (servei secret) de cinc óblasts i va demanar al parlament que destituís el fiscal general del país. El 8 de juliol, Zelenski va ordenar la cancel·lació de la desfilada anual del Dia de la Independència a Kíev a Maidan Nezalèjnosti, al·legant costos. Malgrat això, Zelenski va destacar que la jornada "honraria els herois" del Dia de la Independència, encara que el "format serà nou". També va proposar gastar els diners que s'haurien utilitzat per finançar la desfilada en els veterans.

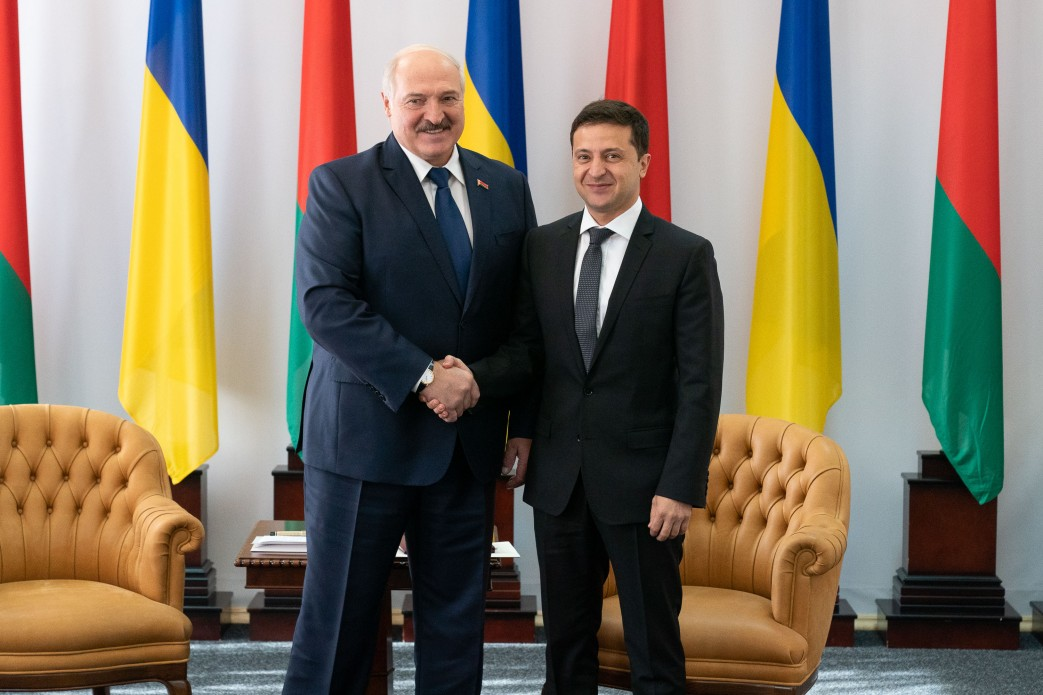
Zelenski amb el president belarús Aleksandr Lukaixenko a Jitòmir, l'octubre de 2019.

En les eleccions parlamentàries del 21 de juliol de 2019, el partit polític de Zelenski, Servidor del Poble, va obtenir la primera majoria d'un sol partit en la història moderna d'Ucraïna al Parlament, amb el 43% dels vots de la llista de partits. El seu partit va obtenir 254 dels 424 escons.
El 2020, el partit de Zelenski va proposar una reforma de la legislació ucraïnesa sobre els mitjans de comunicació amb la intenció d'augmentar la competència i afluixar el domini dels oligarques ucraïnesos sobre les emissores de televisió i ràdio. Els crítics van dir que corria el risc d'augmentar la censura dels mitjans de comunicació a Ucraïna perquè la seva clàusula de responsabilitat penal per la distribució de desinformació podria ser objecte d'abús.
Zelenski va ser criticat per un viatge secret a Oman el gener de 2020 que no es va publicar a la seva agenda oficial i en què va semblar barrejar unes vacances personals amb assumptes governamentals. Encara que l'oficina del president va dir que el viatge havia estat pagat pel mateix Zelenski i no amb diners del govern, Zelenski va ser objecte de fortes crítiques per la manca de transparència al voltant del viatge, que va ser comparat desfavorablement amb unes vacances secretes que el seu predecessor Petrò Poroixenko va realitzar a les Maldives, i que el mateix Zelenski havia criticat en el seu moment.

#### Intents per acabar amb el conflicte al Donbàs
Una de les promeses centrals de la campanya de Zelenski havia estat posar fi a la guerra al Donbàs i resoldre el moviment separatista patrocinat per Rússia en aquesta zona. El 3 de juny, Zelenski va nomenar l'expresident Leonid Kutxma com a representant d'Ucraïna en el Grup de Contacte Tripartit per a la resolució del conflicte. L'11 de juliol de 2019, Zelenski va mantenir la seva primera conversa telefònica amb el president rus Vladímir Putin, en què el va instar a entaular converses amb la mediació dels països europeus. Els dos líders també van discutir l'intercanvi de presoners en poder dels dos bàndols. L'octubre de 2019, Zelenski va anunciar un acord preliminar assolit amb els separatistes, segons el qual el govern ucraïnès respectaria les eleccions celebrades a la regió a canvi que Rússia retirés les seves tropes no identificades. L'acord va ser rebut amb fortes crítiques i protestes tant dels polítics com de l'opinió pública ucraïnesa. Els detractors van assenyalar que era poc probable que les eleccions celebrades al Donbàs fossin lliures i justes, que els separatistes havien expulsat durant molt de temps a la majoria dels residents proucraïnesos de la regió per garantir una majoria prorrusa, i que seria impossible assegurar que Rússia compliria la seva part de l'acord. Zelenski va defensar les seves negociacions, dient que les eleccions no se celebrarien fins que Russia restirés les seves tropes.

#### Crisi russo-ucraïnesa de 2021-2022
L'abril del 2021, en resposta a la concentració militar russa a les fronteres ucraïneses, Zelenski va parlar amb el president estatunidenc Joe Biden i va instar els membres de l'OTAN a accelerar la sol·licitud d'adhesió d'Ucraïna.
El 26 de novembre de 2021, Zelenski va acusar Rússia i l'oligarca ucraïnès Rinat Akhmetov de donar suport a un pla per enderrocar el seu govern. Rússia va negar qualsevol implicació en una trama colpista i Akhmetov també. El desembre de 2021, Zelenski va demanar una acció preventiva contra Rússia.
El 19 de gener del 2022, Zelenski va dir en un missatge de vídeo que els ciutadans del país no havien d'entrar en pànic i va apel·lar als mitjans de comunicació perquè fossin "mètodes d'informació massiva i no d'histèria massiva". El 28 de gener, Zelenski va demanar a Occident que no creés "pànic" al seu país per una possible invasió russa, i va afegir que les constants advertències d'una amenaça "imminent" d'invasió posaven en risc l'economia d'Ucraïna. Zelenski va dir que "no veiem una escalada més gran" a principis de 2021, quan va començar el desplegament militar de Rússia. Zelenski i el president dels Estats Units, Joe Biden, van discrepar sobre la imediateda de l'amenaça.
El 19 de febrer, mentre creixia la preocupació per una invasió russa d'Ucraïna, Zelenski va advertir en un fòrum de seguretat que les nacions occidentals haurien d'abandonar la seva actitud d'"apaivagament" cap a Moscou. "Ucraïna ha rebut garanties de seguretat a canvi de renunciar al tercer arsenal nuclear del món. No tenim armes de foc. I no hi ha seguretat... Però tenim dret a instar que es passi d'una política d'apaivagament a una altra que en garanteixi la seguretat i la pau", va declarar.
En les primeres hores del 24 de febrer, poc abans del començament de la invasió russa, Zelenski va gravar un discurs dirigit als ciutadans d'Ucraïna i Rússia. En una part del discurs, es va dirigir en rus al poble de Rússia, apel·lant que pressionessin els seus dirigents per evitar la guerra. També va refutar les afirmacions del govern rus sobre la presència de neonazis al govern ucraïnès i va declarar que no tenia intenció d'atacar la regió del Donbàs, alhora que destacava les seves connexions personals amb la zona.

#### Invasió russa d'Ucraïna del 2022

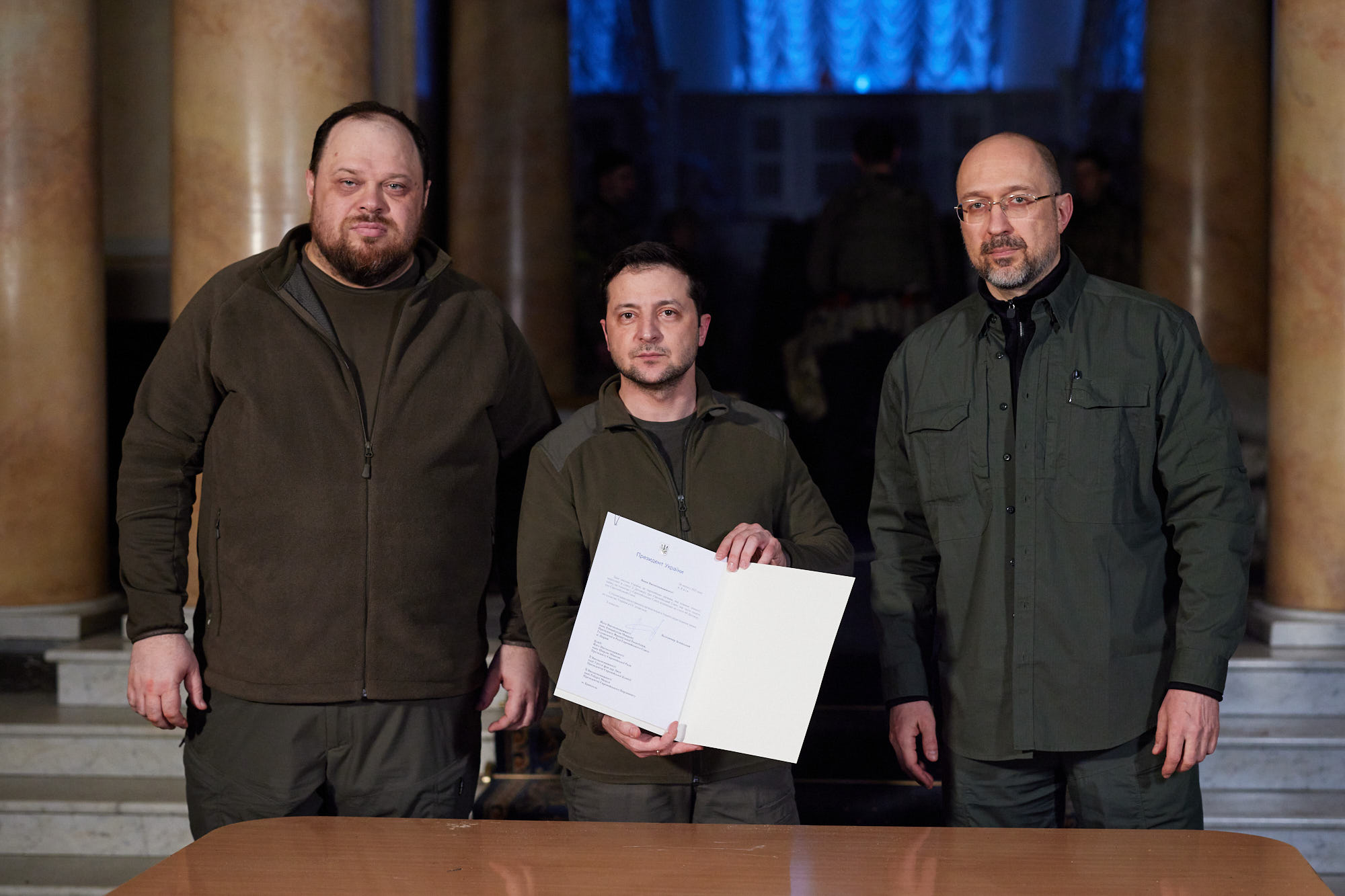
El president Zelenski amb el president del Parlament ucraïnès Ruslan Stefantxuk i el Primer Ministre d'Ucraïna Denis Xmihal després de signar la petició per a formar part de la Unió Europea durant la guerra el 28 de febrer del 2022

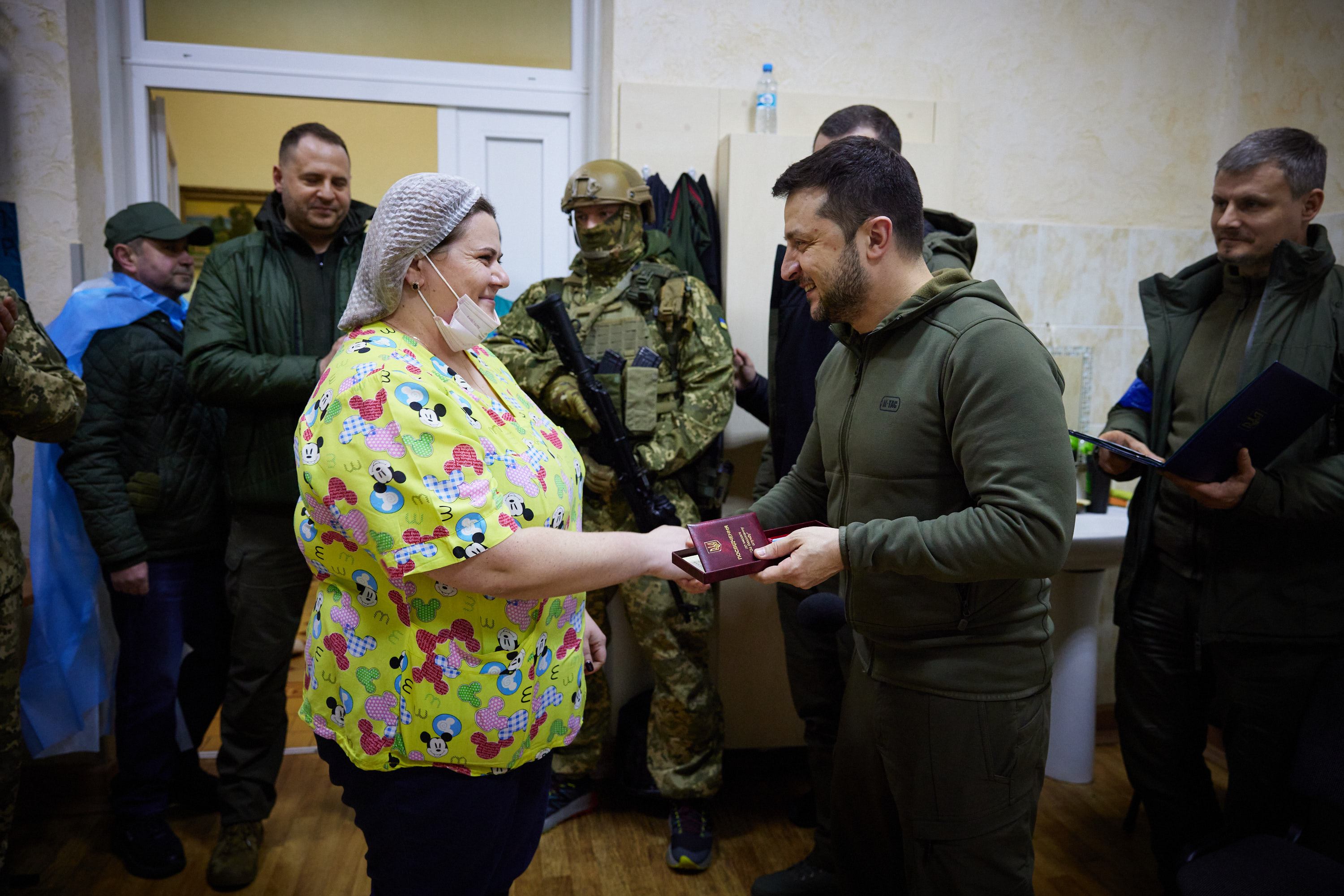
El president Volodímir Zelenski durant una visita als soldats ferits durant una ofensiva sobre Kíiv a un hospital militar el 13 de març del 2022

El matí del 24 de febrer, Putin va anunciar que Rússia iniciava una "operació militar especial" al Donbàs. Els míssils russos van aconseguir diversos objectius militars a Ucraïna i aleshores Zelenski va declarar la llei marcial. El president ucraïnès també va anunciar la ruptura de les relacions diplomàtiques amb Rússia, amb efecte immediat. Més tard, aquell mateix dia, va anunciar la mobilització general.
El 25 de febrer, Zelenski va declarar que, malgrat que Rússia afirmava que només atacava emplaçaments militars, també s'atacaven emplaçaments civils. En un discurs pronunciat divendres al matí, Zelenski va dir que els seus serveis d'intel·ligència l'havien identificat com a principal objectiu de Rússia, però que ell es quedava a Kíev i la seva família continuava al país. "Volen destruir políticament Ucraïna destruint el cap d'Estat", va dir.
En les primeres hores del 26 de febrer, durant l'assalt més important de les tropes russes a Kíev, el govern dels Estats Units va instar Zelenski a evacuar a un lloc més segur, i va dir que estava disposat a ajudar-lo en aquest esforç. Zelenski va rebutjar l'oferta i va optar per romandre a la capital ucraïnesa amb les seves forces de defensa, afirmant que "la lluita és aquí [a Kíiv]; necessito munició, no un viatge".
Zelenski va obtenir el reconeixement mundial com a líder bèl·lic d'Ucraïna durant la invasió russa; l'historiador Andrew Roberts el va comparar amb Winston Churchill, i ha estat descrit com un heroi nacional a Ucraïna.
Durant la invasió, Zelensky ha estat l'objectiu de més d'una dotzena d'intents d'assassinat; tres es van impedir a causa dels consells dels empleats russos del FSB que es van oposar a la invasió. Dos d'aquests intents van ser duts a terme pel Grup Wagner, una força paramilitar russa, i el tercer pels kadyrovites, la guàrdia personal del líder txetxè Ramzan Kadyrov.

Mentre parlava dels civils ucraïnesos que van ser assassinats per les forces russes, Zelenskyy va dir:
"No perdonarem. No oblidarem. Castigarem a tots els que van cometre atrocitats en aquesta guerra... Trobarem tota escoria que bombardejava les nostres ciutats, la nostra gent, que disparava els míssils, que donava ordres. no tindrà un lloc tranquil en aquesta terra, excepte una tomba".
El 7 de març de 2022, el president txec Milos Zeman va decidir atorgar a Zelenskyy el màxim guardó estatal de la República Txeca, l' Ordre del Lleó Blanc, per "la seva valentia i coratge davant la invasió de Rússia".
Zelenskyy ha demanat repetidament converses directes amb el president rus Vladímir Putin,  dient: "Bé Déu, què vols? Deixeu la nostra terra. Si no voleu marxar ara, seueu amb mi a la taula de negociacions. Però no a 30 metres de distància, com amb Macron i Scholz. No mossego".  Zelenskyy va dir que estava "al 99,9 per cent segur" que Putin pensava que els ucraïnesos acolliran les forces invasores amb "flors i somriures".
Al mateix dia, com a condició per acabar amb la invasió, el Kremlin va exigir la neutralitat d'Ucraïna ; reconeixement de Crimea, que havia estat annexada per Rússia, com a territori rus; i el reconeixement de les autoproclamades repúbliques separatistes de Donetsk i Luhansk com a estats independents. 
El 8 de març, Zelenski va expressar la seva voluntat de discutir les demandes de Putin. Zelenskyy va dir que està preparat per al diàleg, però "no per a la capitulació". Va proposar un nou conveni col·lectiu de seguretat per a Ucraïna amb els Estats Units, Turquia, França i Alemanya com a alternativa a l'adhesió del país a l'OTAN. El partit Servidor del Poble de Zelenski va dir que Ucraïna no renunciaria a les seves reclamacions sobre Crimea, Donetsk i Luhansk.  Tanmateix, Zelenskyy va dir que Ucraïna estava considerant donar a la llengua russa l'estatus de minoria protegida.

### Contraofensives ucranianes
Després de les victòries i guanys territorials russos inicials, Ucraïna va iniciar diverses contraofensives al nord-est i al sud del país. El 2 d'abril de 2022, les autoritats ucraïneses van afirmar que tota la regió de Kíiv havia estat reconquerida, i el creuer Moskvà, vaixell insígniava de la flota, va ser impactat per dos míssils de creuer antibuc Neptú ucraïnesos, provocant un incendi a bord i l'abandonament de la tripulació abans del seu enfonsament.

### Annexió russa dels territoris ocupats

Annexió russa del sud i l'est d'Ucraïna

A finals de setembre de 2022, Rússia va declarar l'annexió de la República Popular de Donetsk, la República Popular de Luhansk i les províncies de Kherson i Zaporíjia, parcialment ocupades a l'est i al sud d'Ucraïna, mitjançant l'aprovació d'un referèndum, tot i que aquesta acció no va ser reconeguda a nivell internacional.

### Retirada russa del nord del Dniéper i estancament del front
El 9 de novembre el ministre de defensa rus Serguei Xoigú va ordenar la retirada oficial de totes les tropes al nord del riu Dniéper, incloent Kherson, d'on, en cas d'ofensiva ucraïnesa seria impossible recular i milers de soldats russos podien quedar tancats en una bossa entre el Dniéper i l'exèrcit enemic. L'11 de novembre de 2022, les Forces Armades d'Ucraïna van recuperar la ciutat de Kherson i altres zones de l'oblast de Kherson i parts de l'oblast de Mykolaiv a la riba dreta del Dniéper del control rus, que es van retirar a la riba esquerra de l'oblast de Kherson durant entre el 9 i l'11 de novembre.
El juny de 2023, les forces ucraïneses van llançar gradualment una sèrie de contraofensives centrats en Oríkhiv, Tokmak i Bakhmut amb l'objectiu de trencar les línies del front, trobant una forta resistència russa. La contraofensiva va ser àmpliament considerada com un moment crucial de la guerra. Les forces ucraïneses no van arribar a la ciutat de Tokmak un objectiu mínim segons el general ucraïnès Oleksandr Tarnavskyi, i el probable objectiu inicial d'arribar al mar d'Azov per dividir les forces russes al sud d'Ucraïna no es va aconseguir, i a principis de desembre de 2023, la contraofensiva es va considerar aturada o fracassada.

### Canvis en l'exèrcit i el govern
Valeri Zalujni va ser destituït com a comandant en cap ucraïnès el 8 de febrer de 2024 enmig de la creixent tensió entre ell i el president Zelenski, sent rellevat per Oleksandr Sirski que havia estat el comandant de les forces de terra ucraïneses.
El mandat de Zelenski estava programat per finalitzar el maig de 2024, però la invasió russa i la imposició de la llei marcial van impedir que es fessin les eleccions presidencials programades regularment, i s'espera que segueixi sent president fins que acabi la guerra.
La incursió d'Ucraïna a la regió russa de Kursk iniciada en agost de 2024 va afeblir les defenses de Kíev al front del Donbàs, on no va frenar l'avanç de Rússia.
Des del principi de la guerra, Rússia disposava de la superioritat aèria sobre Ucraïna, i des de l'inici de la guerra, Ucraïna ha instat els aliats al lliurament de caces F-16, i el 4 d'agost de 2024 el president Zelenski va confirmar que ja es trobaven al país, oferint una millora significativa en l'armament ucraïnès, podent proporcionar cobertura aèria a les tropes i atacar objectius terrestres, avions enemics i interceptar míssils. El 31 d'agost, després de la destrucció d'un dels F-16, el president Zelensky va destituïr el comandant de la força aèria Mykola Oleshchuk. En 5 de setembre de 2024 Andrii Sybiha va rellevar Dmytro Kuleba, que va dimitir com ministre d'exteriors.
Després de discutir amb Volodímir Zelenski al Despatx Oval, el 3 de març de 2025 Donald Trump va suspendre l'enviament de material militar a Ucraïna.

## Opinions polítiques
Zelenski va donar suport al moviment Euromaidan de 2013-2014. Durant la guerra al Donbàs, va donar suport actiu a l'exèrcit ucraïnès.
| Membres actuals de l'OTAN | Ucraïna |

| Membres actuals de la Unió Europea | Ucraïna |

Membres actuals
de l'OTAN
Ucraïna

Membres actuals
de la Unió Europea
Ucraïna

Durant la seva campanya presidencial, Zelenski va dir que desitjava que Ucraïna fos membre de la Unió Europea i de l'OTAN, però volia que abans els ucraïnesos decidissin en referèndums la pertinença del país a aquestes dues organitzacions. Al mateix temps, creia que el poble ucraïnès ja havia triat «l'eurointegració». El cap de gabinet de Zelenski, Ivan Bakànov, també va dir que la política de Zelenski es recolza en la pertinença tant a la Unió Europea com a l'OTAN, i proposa celebrar referèndums sobre la seva incorporació. El programa electoral de Zelenski va afirmar que la pertinença d'Ucraïna a l'OTAN és «l'elecció del Maidan i el curs que està consagrat a la Constitució, a més, és un instrument per a reforçar la nostra capacitat de defensa». El programa estableix que Ucraïna hauria de fixar l'objectiu de sol·licitar un pla d'acció per a la incorporació a l'OTAN el 2024. El programa també estableix que Zelenski «farà tot el possible per assegurar-se que Ucraïna pugui sol·licitar l'adhesió a la Unió Europea el 2024». Dos dies abans de la segona volta de la campanya presidencial de 2019, Zelenski va afirmar que volia construir «una Ucraïna forta, poderosa i lliure, que no sigui la germana menor de Rússia, que no sigui un soci corrupte d'Europa, sinó la nostra Ucraïna independent».
Zelenski va prometre que el seu primer projecte de llei «Sobre el poder del poble» proporcionaria un mecanisme per a realitzar referèndums. També va prometre projectes de llei per a lluitar contra la corrupció, incloent-hi l'eliminació de la immunitat del president del país, membres de la Rada Suprema i dels jutges, una llei sobre el procés de destitució presidencial, la reforma de les lleis electorals, i el judici eficient del jurat. Va prometre que el salari del personal militar estaria «al nivell de les normes de l'OTAN».
Zelenski va declarar que, com a president, desenvoluparia l'economia i atrauria inversions a Ucraïna mitjançant «un reinici del sistema judicial» i la restauració de la confiança en l'Estat. També va proposar una amnistia fiscal i un impost pla del 5% per a les grans empreses que es podria incrementar «dialogant amb elles i si tothom està d'acord». Segons Zelenski, si la gent s'adona que el seu nou govern «funciona honestament des del primer dia», començarà a pagar els seus impostos.
En una entrevista del desembre de 2018, Zelenski va declarar que com a president intentaria posar fi a la guerra en curs a Donbàs negociant amb Rússia. Com considerava que els líders de la República Popular de Donetsk (RPD) i de la República Popular de Luhansk (RPL) eren els «titelles» de Rússia, i que «no tindria sentit parlar amb ells». No va descartar la celebració d'un referèndum sobre aquesta qüestió. En una entrevista publicada tres dies abans de les eleccions presidencials de 2019 (el 21 d'abril), Zelenski va declarar que estava en contra de concedir a la regió de Donbass un «estatus especial». Durant l'entrevista també va dir que si fos elegit president no signaria una llei d'amnistia per als militants de l'RPD i de l'RPL.
Pel que fa a l'annexió de Crimea a Rússia el 2014, Zelenski va dir que, parlant de manera realista, seria possible tornar Crimea a un control ucraïnès només després d'un canvi de règim a Rússia.
Zelenski dona suport a la distribució gratuïta de cànnabis medicinal, l'avortament lliure a Ucraïna i la legalització de la prostitució i el joc. S'oposa a la legalització de les armes.
Zelenski està en contra de la persecució de la llengua russa a Ucraïna i la prohibició d'artistes per les seves opinions polítiques (vistos pel govern ucraïnès com a antiucraïnesos). L'abril del 2019 va declarar que no estava en contra d'una quota de l'idioma ucraïnès a la ràdio i la televisió, i que els artistes russos «que s'han convertit en polítics (antiucraïnesos)» se'ls hauria de prohibir l'entrada a Ucraïna. Paral·lelament, va plantejar aquesta idea sobre la quota de llengua ucraïnesa: «pots canviar-la una mica».
Zelenski va declarar l'abril del 2019 que «per descomptat» recolza la descomunització d'Ucraïna. En una entrevista amb RBK-Ucraïna l'abril del 2019, Zelenski va dir que Stepan Bandera, un controvertit líder nacionalista ucraïnès, és «un heroi per a certa part dels ucraïnesos, i això és una cosa normal i fresca. Va ser un dels que van defensar la llibertat d'Ucraïna. Però crec que quan nomenem tants carrers i ponts amb el mateix nom, això no és correcte».
En resposta a comentaris contraris, va respondre a una pregunta que considerava el líder rus Vladímir Putin «com un enemic».

## Vida personal

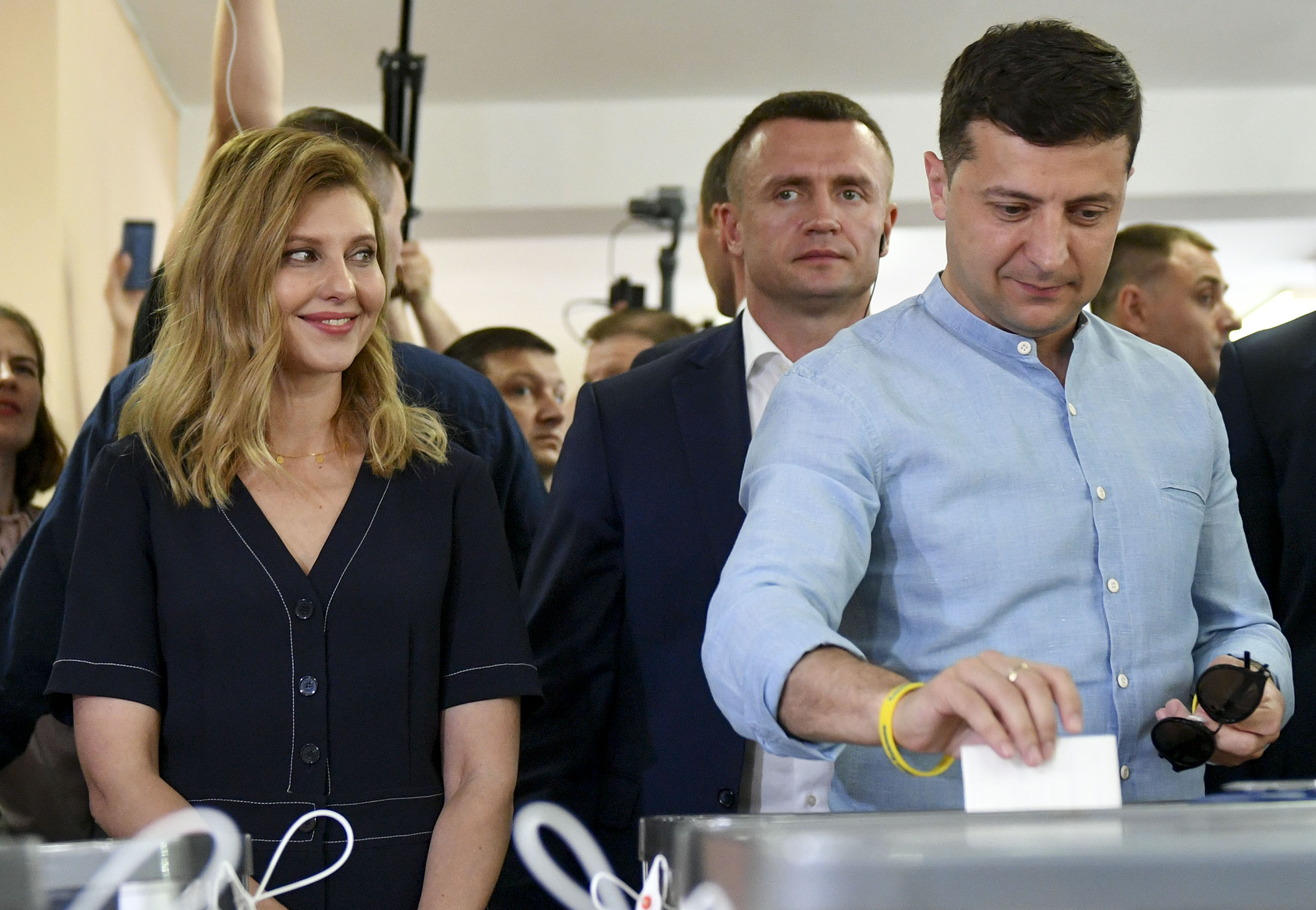
Volodímir Zelenski i Olena Zelenska en les eleccions parlamentàries de 2019

El setembre del 2003, Zelenski es va casar amb Olena Zelenska (nascuda Kiaixko). Tots dos van assistir a la mateixa escola.
La primera filla de la parella, Oleksandra, va néixer el juliol del 2004. En la pel·lícula 8 novikh svidani de 2015 va interpretar Sasha, la filla del protagonista. El 2016 va participar en el concurs de talents humorístic infantil Rozsmixi komika. Diti i va guanyar 50.000 hrívnies (1.650 euros).
El seu fill, Kirilo Zelenski, va néixer el gener de 2013.

## Filmografia

### Pel·lícules
| Any  | Títol                        |
| ---- | ---------------------------- |
| 2009 | Liubov v bolxom gorode       |
| 2011 | Slujebni roman. Naixe vremia |
| 2012 | Liubov v bolxom gorode 2     |
| 2012 | Rjevski protiv Napoleona     |
| 2012 | 8 pervikh svidani            |
| 2014 | Liubov v bolxom gorode 3     |
| 2015 | 8 novikh svidani             |
| 2016 | 8 lutxxikh svidani           |
| 2018 | Ia, ti, vin, vona            |

### Televisió
| Any       | Títol            | Notes      |
| --------- | ---------------- | ---------- |
| 2006      | Tantsi z zirkami | Concursant |
| 2008-2012 | Svati            | Productor  |
| 2015-2019 | Sluhà Narodu     |            |